# Middletown (Indiana)
Middletown – miasto w Stanach Zjednoczonych, w stanie Indiana, w hrabstwie Henry.